# Aichach
Aichach é uma cidade da Alemanha, localizada na região administrativa da Suábia, estado da Baviera. Aichach é a capital do distrito de Aichach-Friedberg. A cidade não fica longe da auto-estrada que liga a Munique e Stuttgart e situa-se a nordeste de Augsburg.

## Cidades gémeas
- Gödöllő - Hungria